# LLNN
LLNN ist eine 2014 gegründete dänische Post-Metal-Band.

## Geschichte
LLNN wurde nach dem Ende der Band The Psyke Project von Christian Bonnesen, Ketil und Rasmus G. Sejersen in Kopenhagen gegründet. Der Name hat keine Bedeutung und soll den Fans der Band die Möglichkeit für eigene Interpretation geben, auch wenn die Band scherzhafte Erklärungen der Zeichenfolge aus den Universen von Flash Gordon oder Doom kolportierte. Das von den Mitgliedern selbst gesetzte Ziel sei die Fortführung des mit der vorausgegangenen Band, an welcher Bonnesen und Rasmus G. Sejersen beteiligt waren, geschaffenen Klangs gewesen. Dabei sollte die Musik durch den Klang des mit den durch Ketil G. Sejersen hinzugefügten Synthesizer ergänzt und weiterentwickelt werden. Die ersten Aufnahmen wurden als Trio gestaltet und basierten lose auf einigen von Bonnesen geschriebenen Riffs, die erst im Studio von der Band zu den Songs der EP Marks arrangiert wurden. Bonnesen bezeichnet die Aufnahmen als grundlegenden Lernprozess, der die Basis für die weiteren Veröffentlichungen der Gruppe darstellen und den weiteren Klang der Band definieren sollte. Die EP wurde über das mexikanische Independent-Label Noxo in limitierter Stückzahl veröffentlicht und erhielt wenig jedoch positive Resonanz.
Gemeinsam mit Grim Van Doom bestritt die Band im Herbst 2014 eine kurze Tournee, nach welcher eine limitierte Split-EP der Tourmitglieder, im Dezember des gleichen Jahres, veröffentlicht wurde. Mit dem Albumdebüt Loss, das im Sommer 2015 erschien, gelang der Gruppe dann der internationale Durchbruch. Das nach einer Veröffentlichung als Download später über Pelagic Records, Noxo und Third I Rex herausgegebene Album wurde insbesondere von europäischen Metal- und Hardcore-Medien gelobt. Negative Kritik trat nur vereinzelt auf und wurde gelegentlich im Zuge einer ausdrücklichen Unkenntnis hinsichtlich des präsentierten Genres und seiner Hauptvertreter relativiert.
In den Jahren nachdem LLNN Loss veröffentlichten, bestritt die Band eine europaweite Tournee sowie Auftritte auf renommierten Veranstaltungen wie dem Roadburn Festival. Nach einer Split-EP, welche die Aufnahmen der Marks-EP enthielt und diesmal gemeinsam mit Wovoka über Pelagic Records veröffentlicht wurde, erschien 2018 mit Deads das zweite Studioalbum. Das ebenfalls via Pelagic Records erschienene Album erhielt international eine erneut vorwiegend positive Rezeption. Auf Deads wurde Rasmus Furbo erstmals als fester Bassist der Gruppe aufgeführt.

## Stil
Die von LLNN präsentierte Musik wird zumeist dem Post-Metal zugerechnet. Zur näheren Verortung werden in Rezensionen Vergleiche zu Genrevertretern wie Amenra, Neurosis, Celeste, Cult of Luna und Old Man Gloom bemüht. Bonnesen benennt hinzukommend die von John Carpenter komponierten Filmmusik-Stücke als bedeutsamen Einfluss auf die elektronischen Anteile sowie die atmosphärische Ausrichtung der Musik von LLNN.
In Rezensionen wird diese Orientierung häufig aufgegriffen. Mitunter wird die Musik als „Filmsoundtrack mit wohlklingendem Geschrei“ bezeichnet. Insbesondere die Verwendung des Synthesizers wird als „retro-futuristische Synthesizer-Teppiche“, die an Film- und Computerspiel-Musik mahne, benannt. Auch neben der in vielen Rezensionen hervorgehobenen Verwendung der Synthesizer wird der Musik aus langsamen treibenden Rhythem, tiefen Gitarren und gutturalem Brüllgesang eine „cineastische Atmosphäre“ attestiert.

## Diskografie
- 2014: Marks (EP, Noxo)
- 2014: Grim Van Doom/LLNN (Split-EP mit Grim Van Doom, Selbstverlag)
- 2015: Loss (Album, Noxo, Third I Rex, Pelagic Records)
- 2017: Marks/Traces (Split-Album mit Wovoka, Pelagic Records)
- 2018: Deads (Album, Pelagic Records)
- 2021: Unmaker (Album, Pelagic Records)